# Bhirkot (Tanahu)
Bhirkot (nep. भिरकोट) – gaun wikas samiti w zachodniej części Nepalu w strefie Gandaki w dystrykcie Tanahu. Według nepalskiego spisu powszechnego z 2001 roku liczył on 945 gospodarstw domowych i 5291 mieszkańców (2804 kobiet i 2487 mężczyzn).